# Marcus Iunianus Iustinus
Marcus Iunianus Iustinus, známý též pouze jako Iustinus či Justinus, byl římský historik působící v době římského císařství. O něm samotném víme pouze z titulu jeho vlastního díla Historiarum Philippicarum libri XLIV (44 knih Filippských dějin) a výtahu z objemného dějepisného díla Pompeia Troga.
Chronologické zařazení autora představuje dosud nevyřešený problém. S jistotou je možné tvrdit pouze to, že Iustinus psal po Trogovi, který žil v době císaře Augusta. Iustinus se zmiňuje o tom, že antický svět si rozdělili Římané a Parthové, což by mohlo poukazovat na to, že dílo vzniklo před vzestupem Sásánovců v první polovině 3. století. Současně však nelze vyloučit, že Iustinus jednoduše označil východní říši jako parthskou bez ohledu na existenci skutečné Parthské říše, jako to dělali také jiní historikové. Lingvistický rozbor díla naznačuje, že historická práce spadá do 2. století. Ronald Syme posouvá Iustinovu tvorbu až do roku 390, krátce před vznikem jiného významného historického díla Historia Augusta, tvrdíc, že anachronismus v Iustinově díle má čistě literární efekt a má spojit jeho dílo s dílem Pompeia Troga
Porovnání Iustina s dochovaným záznamem úvodních poznámek jednotlivých kapitol Trogovy historie (samotné dílo se nedochovalo) umožňuje stanovit, že se Iustinus neomezil pouze na prosté vytvoření výtahu, ale v některých oblastech se od svého pramene odchýlil. Troga zajímala především historie Makedonské říše, Iustina dějiny světa jako celku.
Iustinovo dílo získalo popularitu v době středověku, kdy docházelo k záměně autora s apologetem Justinem Mučedníkem.